# The Light Shines On Vol 2
The Light Shines On Vol 2 je kompilacijski album skupine Electric Light Orchestra (ELO), ki je izšel marca 1979. 
Kompilacija vsebuje skladbe skupine iz prvih dveh albumov, ko je skupina imela sklenjeno pogodbo z založbo Harvest Records.

## Seznam skladb
Avtor vseh skladb je Jeff Lynne, razen kjer je drugače napisano.
Stran 1
1. »10538 Overture«
2. »First Movement (Jumping Biz)« (Roy Wood)
3. »In Old England Town (Boogie #2)«
4. »Manhattan Rumble«
5. »From the Sun to the World (Boogie #1)«

Stran 2
1. »Kuiama«
2. »Nellie Takes Her Bow«
3. »Queen of the Hours«
4. »Roll Over Beethoven« (Chuck Berry)

## Zasedba
- Jeff Lynne – bas kitara, tolkala, klavir, kitara, vokali, Moog
- Roy Wood – kitara, bas kitara, klarinet, tolkala, Krumhorn, čelo, šalmaj, kljunasta flavta, vokali, slide kitara
- Bev Bevan – bobni, tolkala
- Bill Hunt – rog
- Steve Woolam – violina
- Mike de Albuquerque – bas kitara, vokali
- Mike Edwards – čelo
- Wilfred Gibson – violina
- Richard Tandy – Moog, klavir, kitara, harmonij
- Colin Walker – čelo